# Video4Linux
Video4Linux或V4L是一個視訊擷取及裝置輸出API，以及Linux的驅動程式框架，支援很多USB摄像头、電視調諧卡以及其他裝置。Video4Linux與Linux内核緊密整合，Video4Linux取名的靈感來自Video for Windows（有時候會縮寫為“V4W”），但兩者在技術上並沒有任何關聯。

## 第一版
V4L在Linux内核的2.1.X開發循環中被引入。
V4L1在Linux内核2.6.38放棄支援 。

## 第二版
V4L2是V4L的第二個版本。Video4Linux2修復了一些設計上的程式錯誤，最先在2.5.X版的核心中出現。Video4Linux2的驅動程式包含了一個對Video4Linux1應用程式的相容模式，雖然支援並不完整，並且建議在V4L2模式下使用Video4Linux1裝置。DVB專案Wiki現在託管在LinuxTV網站上。

## 支援Video4Linux的軟體
- aMSN
- DVswitch
- Ekiga（英语：Ekiga）
- FFmpeg
- FreeJ（英语：FreeJ）
- GStreamer
- kdetv（英语：kdetv）
- Kopete
- LiVES（英语：LiVES）
- MPlayer
- MythTV
- OpenCV
- Pygame
- Skype
- Tvtime
- VLC多媒體播放器
- xawtv（英语：xawtv）
- ZoneMinder

## 外部連結
- media_tree （页面存档备份，存于）git開發樹
- v4l-utils （页面存档备份，存于）git開發樹
- Linux多媒體API （页面存档备份，存于）
- Video4Linux-DVB wiki頁面 （页面存档备份，存于）
- Video4Linux 資源 （页面存档备份，存于）
- Video For Linux (V4L) 範例
- Video For Linux 2 (V4L2) 範例
- 從Java使用Video4Linux裝置
- kernel.org
- OpenWrt Wiki頁面 （页面存档备份，存于）